# Охота на дикарей
«Охота на дикарей» (англ. Hunt for the Wilderpeople) — новозеландская кинокомедия режиссёра Тайки Вайтити, вышедшая на экраны в 2016 году. Экранизация книги Барри Крампа «Дикая свинья и жеруха» (англ. Wild Pork and Watercress). Фильм дебютировал 22 января 2016 года на фестивале Санденс и получил всеобщее одобрение критиков. 31 марта начался широкий прокат на родине, где комедия сразу стала хитом.

## Сюжет
Рикки Бэйкер — упитанный городской хулиган. Сотрудница социальной службы Пола отвозит подростка в сельскую местность, где живёт единственная готовая принять его семья — Белла и её нелюдимый муж Гек. Когда Белла умирает и социальная защита собирается забрать Рикки, тот убегает в леса. Гек отправляется за ним. Сумасбродная Пола убеждена, что странный Гек слетел с катушек из-за смерти жены и похитил подростка. Она развязывает общенациональную охоту на мальчика и его «совратителя».

## В ролях
| Актёр            | Роль                     |
| ---------------- | ------------------------ |
| Сэм Нилл         | дядя Гек                 |
| Джулиан Деннисон | Рикки Бэйкер             |
| Рима Тэ Виата    | тётя Белла               |
| Рис Дарби        | Псих Сэм                 |
| Рэйчел Хаус      | социальный работник Пола |
| Оскар Кайтли     | полицейский Энди         |

## Реакция
- Как и другой фильм Вайтити, «Мальчик», «Охота на дикарей» побила один из рекордов домашнего проката: фильм собрал самую большую для местных фильмов кассу за первый уик-энд[1].
- Фильм получил 96 % положительных рецензий, на основании 188 рецензий критиков, со средней оценкой 7,9 из 10, на сайте Rotten Tomatoes, как «трогательный и смешной фильм с талантливым режиссёром и хорошими актёрами»[2].
- Средняя оценка критиков на Metacritic составила 8 из 10 баллов[3] .

## Награды и номинации
- 2016 — призы зрительских симпатий на Эдинбургском кинофестивале и кинофестивале в Сан-Франциско.
- 2016 — номинация на Премию британского независимого кино за лучший международный независимый фильм.
- 2017 — две номинации на премию «Сатурн»: лучший независимый фильм, лучший молодой актёр (Джулиан Деннисон).
- 2017 — 5 номинаций на премию «Империя»: лучший фильм, лучшая комедия, лучший режиссёр (Тайка Вайтити), лучший сценарий (Тайка Вайтити), лучший актёр-дебютант (Джулиан Деннисон).
- 2017 — 5 Новозеландских кинопремий: лучший фильм, лучший режиссёр (Тайка Вайтити), лучший актёр (Джулиан Деннисон), лучший актёр второго плана (Сэм Нилл), лучшая актриса второго плана (Рима Тэ Виата). Кроме того, лента получила 3 номинации: лучшая актриса (Рэйчел Хаус), лучшая операторская работа (Лэклан Милн), лучший звуковой дизайн (Дик Рид).